# Aubenasson
Aubenasson ist eine französische Gemeinde mit 76 Einwohnern (Stand: 1. Januar 2022)  im Département Drôme in der Region Auvergne-Rhône-Alpes (vor 2016 Rhône-Alpes). Sie gehört zum Arrondissement Die und zum Gemeindeverband Communauté de communes du Crestois et du Pays de Saillans - Cœur de Drôme. Die Bewohner werden Aubenassonnais und Aubenassonnaises genannt.
Aubenasson grenzt im Nordwesten an Mirabel-et-Blacons, im Nordosten an Saillans, im Osten an Saint-Sauveur-en-Diois, im Süden an Saou und im Westen an Piégros-la-Clastre.

## Bevölkerungsentwicklung
| Jahr                       | 1962 | 1968 | 1975 | 1982 | 1990 | 1999 | 2008 | 2015 |
| -------------------------- | ---- | ---- | ---- | ---- | ---- | ---- | ---- | ---- |
| Einwohner                  | 64   | 53   | 46   | 38   | 28   | 30   | 66   | 63   |
| Quellen: Cassini und INSEE |      |      |      |      |      |      |      |      |

## Sehenswürdigkeiten

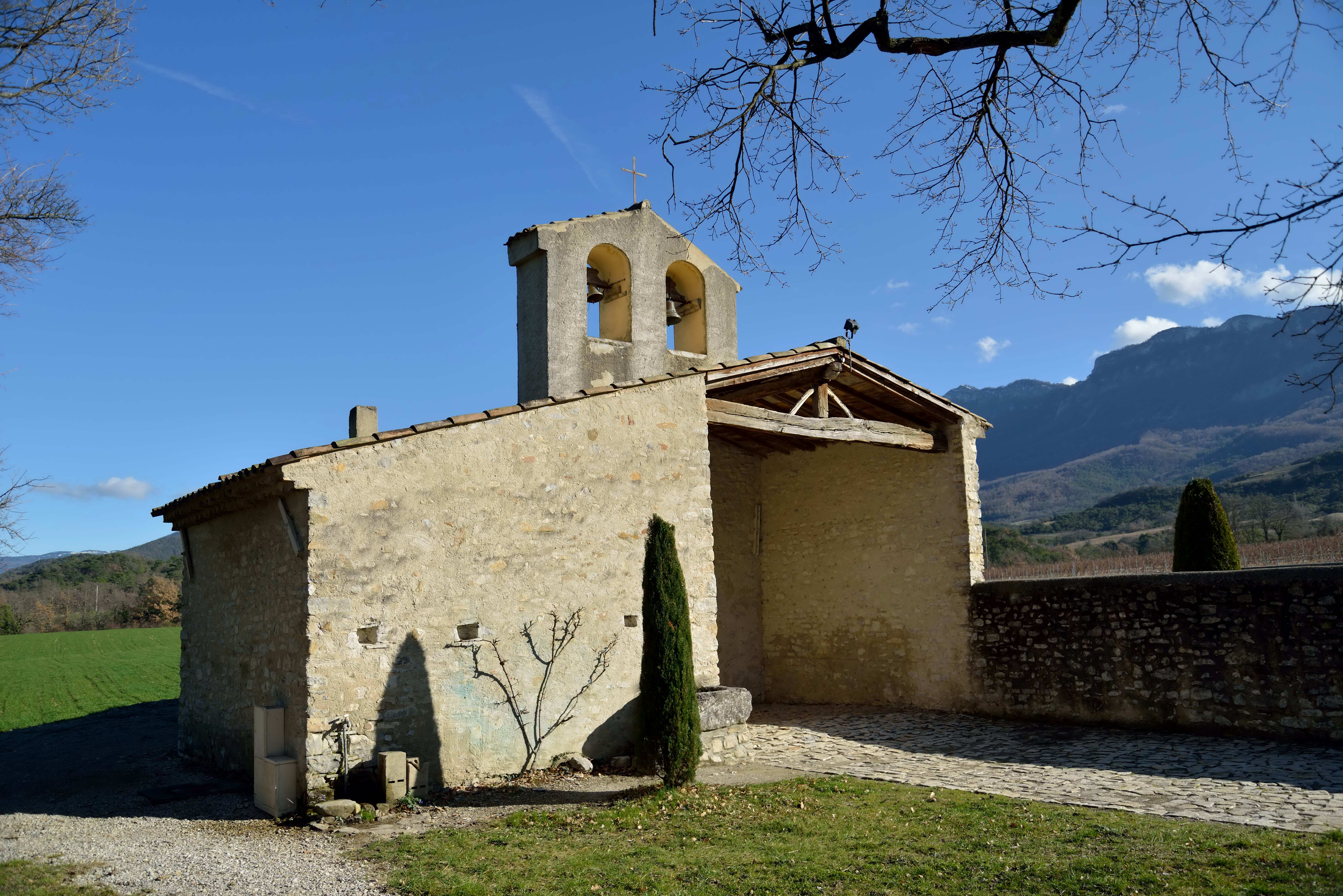
Kirche Saint-Jean

- Kirche Saint-Jean im Weiler Manobre

## Weinbau
In Aubenasson werden Weine der Sorten Crémant de Die und Clairette de Die gekeltert.